# سادي ستانلي
سادي ستانلي (بالإنجليزية: Sadie Stanley)‏ هي ممثلة أمريكية، ولدت في 15 نوفمبر 2001 في كولومبيا في الولايات المتحدة.

## وصلات خارجية
- سادي ستانلي على موقع IMDb (الإنجليزية)
- سادي ستانلي على موقع قاعدة بيانات الفيلم (الإنجليزية)